# Paul Snider
Paul Leslie Snider (Vancouver, 15 aprile 1951 – Los Angeles, 14 agosto 1980) è stato un fotografo canadese. È noto soprattutto per essere stato il marito di Dorothy Stratten, modella di Playboy, da lui uccisa nell'agosto 1980.

## Biografia
Nato in Canada, Snider si accosta giovanissimo al mondo dello spettacolo. Scaltro e intelligente, produce spettacoli a Vancouver e promuove ballerine nel circuito dei locali notturni della stessa città. Conosce Dorothy Stratten nel 1977 e diventa suo manager, iniziandola alla carriera di fotomodella ed attrice. Nelly, la madre di Dorothy, osteggia questa relazione, non fidandosi di Snider, ma i due si sposano il 1º giugno 1979 a Las Vegas. Nello stesso periodo Snider conosce Somen Banerjee e diventa suo socio nella gestione di uno strip club maschile, il Chippendales della cui storia narra la serie TV Ecco a voi i Chippendales.
Il matrimonio tra Snider e Stratten non dura a lungo, poiché Dorothy, che ha iniziato anche a recitare, si innamora ben presto del regista Peter Bogdanovich e si trasferisce da lui. Paul, ossessionato dalla separazione, la uccide il 14 agosto 1980, suicidandosi subito dopo. È stato sepolto al Schara Tzedeck Cemetery di New Westminster, nei pressi di Vancouver.